# SP u hokeju na ledu Divizije I 2009.
Svjetsko prvenstvo Divizije I 2009. održalo se u dvjema skupinama.

## Sudionici i skupine
Međunarodna hokejaška federacija je 13. svibnja 2008. u Halifaxu odredila skupine za SP Divizije I što će se održati 2009.

Kriterij po kojem je IIHF razvrstao skupine su bili rezultati zadnjih SP-a u hokeju na ledu.
- skupina "A"

Slovenija, Kazahstan, Japan, Litva, Hrvatska i Australija
- skupina "B"

Italija, Ukrajina, Poljska, Ujedinjeno Kraljevstvo, Nizozemska i Rumunjska